# Blieux
Blieux é uma comuna francesa na região administrativa da Provença-Alpes-Costa Azul, no departamento dos Alpes da Alta Provença. Estende-se por uma área de 56,8 km². Em 2010 a comuna tinha 58 habitantes (densidade: 1 hab./km²).9 hab/km².